# Nyvla
Nyvla är en bergstopp i Antarktis. Den ligger i Östantarktis. Norge gör anspråk på området. Toppen på Nyvla är 1 474 meter över havet.
Terrängen runt Nyvla är varierad. Trakten är obefolkad. Det finns inga samhällen i närheten. 